# Toivo Reingoldt
Toivo Reingoldt   (Kotka, 15 de març de 1906 - 28 de setembre de 1941) va ser un nedador i saltador d'esquí finlandès que va competir durant les dècades de 1920 i 1930.
Com a saltador d'esquí va prendre part al Campionat del món d'esquí de fons de 1926. Posteriorment se centrà en la natació. El 1932 va prendre part en els Jocs Olímpics de Los Angeles, on fou eliminat en sèries de la prova dels 200 metres braça del programa de natació.
En el seu palmarès destaca la medalla d'or en els 200 metres braça del Campionat d'Europa de 1931 i vuit campionats nacionals.